# حبيل خزير (حبيل جبر)

تعديل مصدري - تعديل

حبيل خزير هي إحدى قرى عزلة حبيل جبر بمديرية حبيل جبر التابعة لمحافظة لحج، بلغ تعداد سكانها 115 نسمة حسب تعداد اليمن لعام 2004.